# Dzielnice Piekar Śląskich
Dzielnice Piekar Śląskich – siedem jednostek miasta Piekary Śląskie zwanych dzielnicami, ustanowionych ostatecznie w 1975 roku.

## Podział administracyjny

Podział administracyjny Piekar Śląskich

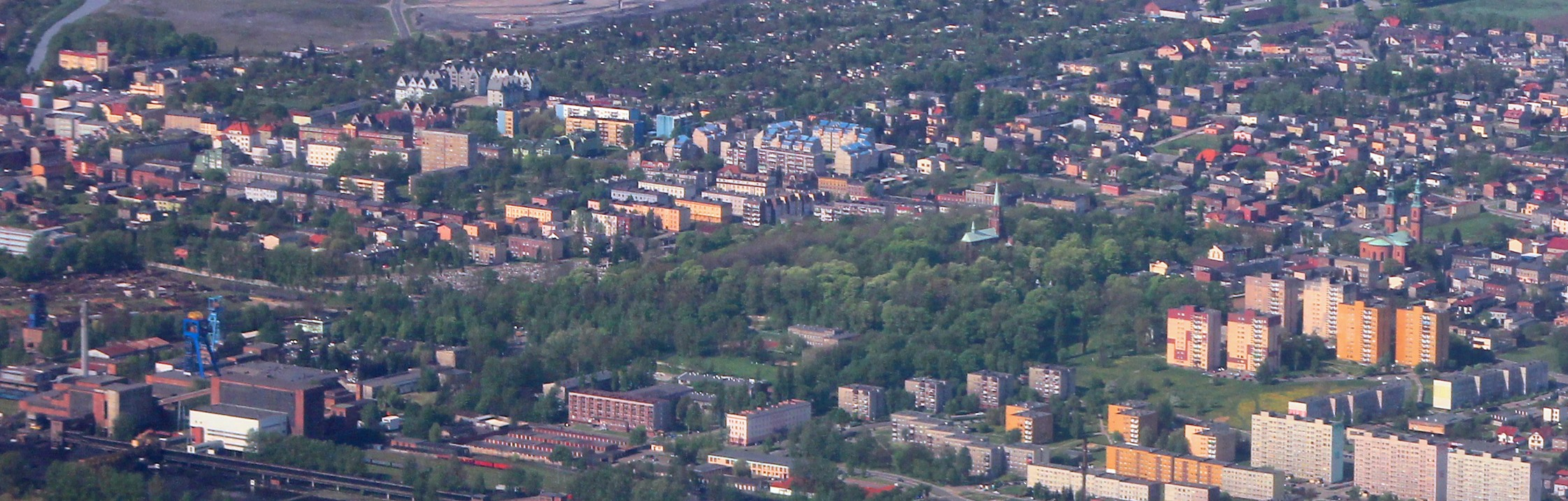
Centrum

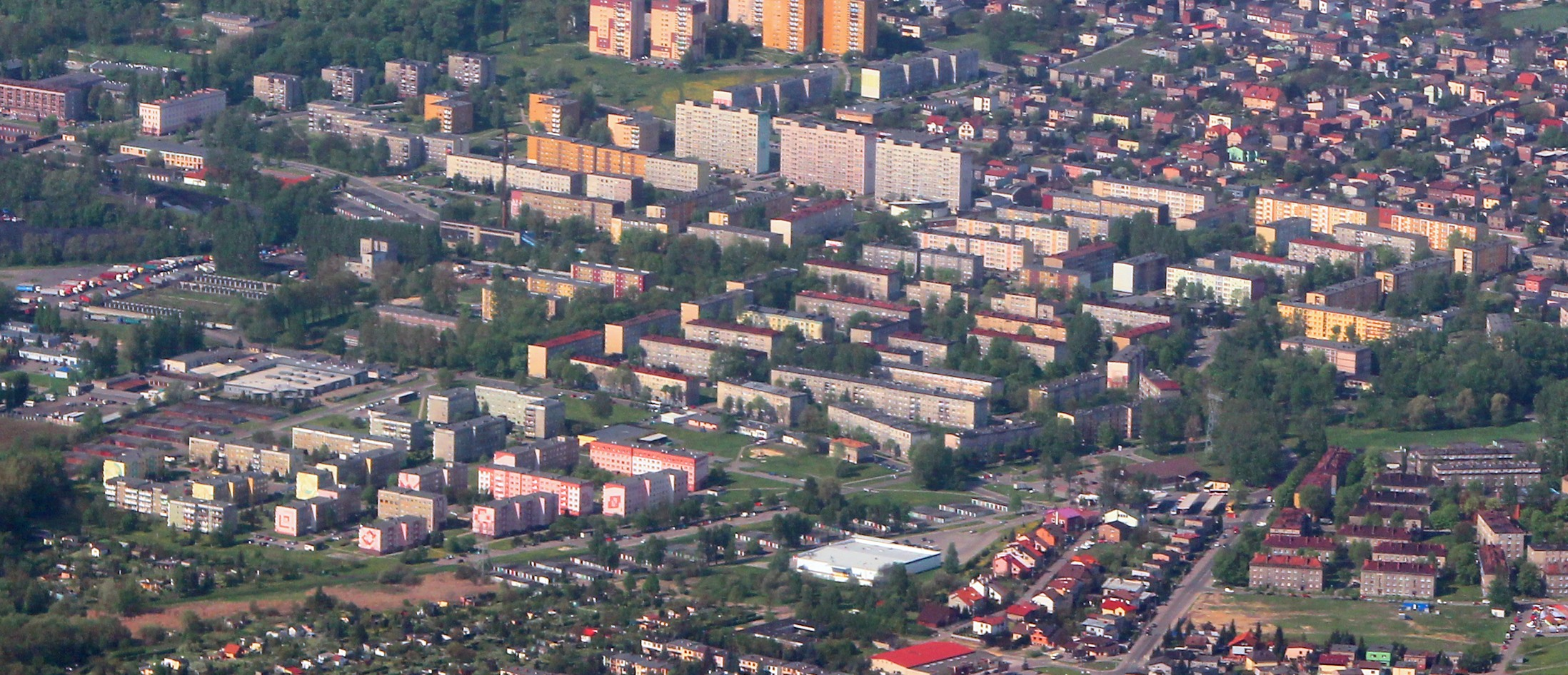
Osiedle Wieczorka, część Centrum

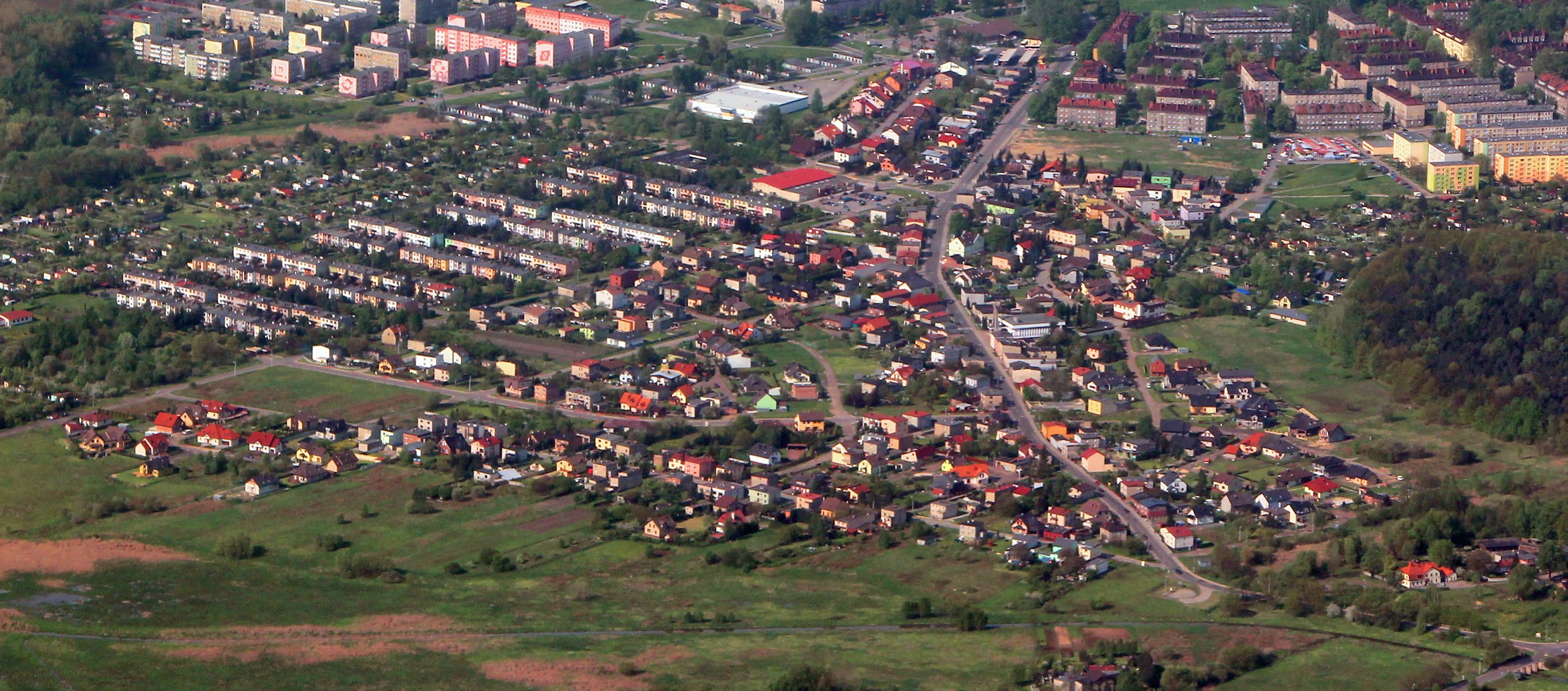
Kolonia Józefka, część Centrum

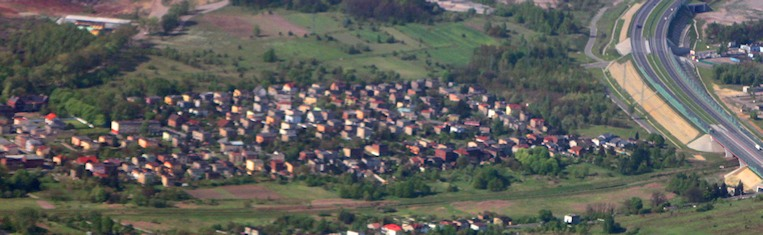
Brzozowice-Kamień

W wyniku reformy administracyjnej z 1975 roku w skład miasta wchodzą następujące dzielnice: 
- Kozłowa Góra
  - W obrębie Piekar Śląskich od roku 1975. W Kozłowej Górze znajduje się kościół parafialny pw. Matki Boskiej Nieustającej Pomocy z 1937 roku, według projektu prof. arch. Affy z Katowic, przy ul. Powstańców Śląskich. Jednym z zabytków jest kaplica pw. Matki Boskiej Nieustającej Pomocy z roku 1907 przy ul. Powstańców Śląskich. W pobliżu cmentarza przy ul. Pokoju, natrafiono na ślad osadnictwa z okresu wpływów rzymskich[1].

- Centrum
  - W skład Centrum wchodzą Piekary oraz Osiedle Wieczorka i Józefka. W tej dzielnicy miasta znajduje się Sanktuarium Matki Sprawiedliwości i Miłości Społecznej w Piekarach Śląskich w skład którego wchodzą Bazylika NMP i św. Bartłomieja -  kościół neoromański zbudowany według projektu architekta Grotschla w 1849 roku. W skład zespołu kościelnego wchodzą: kościół, cztery kaplice, a na środku mur otaczający kościół z rzeźbami 11 apostołów. Do Sanktuarium wchodzi Kalwaria Piekarska z 1896 roku, czyli: kościół neogotycki p. w. Zmartwychwstania Pańskiego według projektu Kapackiego oraz wiele obiektów sakralnych W Centrum znajduje się część Zakładu Górniczego Piekary - dawna Kopalnia Węgla Kamiennego Julian[2].

- Szarlej
  - W Szarleju prawdopodobnie w XIV wieku istniała już osada górnicza. Z zabytków jest tu neogotycka kaplica Maria Hilf z 1905 roku, przy granicy z Bytomiem. Funkcjonuje tu Wojewódzki Szpital Chirurgii Urazowej, nazywany "Urazówką", jeden z najlepszych ośrodków w kraju z 1912 roku. Przez dzielnicę przepływa rzeka Szarlejka. Na terenie Szarleja odkryto osadę z okresu wpływów rzymskich, przy ul. kard. S. Wyszyńskiego[3].

- Brzozowice
  - Brzozowice zostały włączone do Piekar Śląskich w 1975 roku. Istniała tu kiedyś kopalnia „Brzozowice”, własność S.A. „Giesche” i wydobywała galman, blendę i rudę ołowiu. W 1912 roku utworzono w Brzozowicach chór „Polonia”. W dzielnicy są pozostałości huty „Krystyn” 1927–1990 oraz Pomnik ku czci poległych w latach 1939–1945 (Park Trzech Bohaterów)[4].

- Kamień
  - W granicach miasta Piekary Śląskie od roku 1975. Do Kamienia należą dwa osiedla mieszkaniowe: „Powstańców Śląskich” i „Andaluzja” zbudowane w 2.połowie XX wieku. Pierwsza wzmianka o istnieniu osady Kamień pochodzi z 1277 roku, gdy utworzono parafię rzymskokatolicką św. Apostołów Piotra i Pawła, odłączając ją od parafii św. Małgorzaty w Bytomiu. Obecna świątynia została zbudowana w 1899 roku, według projektu Ludwika Schneidera. W kruchcie kościoła tablica pamiątkowa z okazji 655 rocznicy śmierci bp. Nankera. W latach 1908–1911 zbudowano KWK Andaluzja, która została włączona w Zakład Górniczy Piekary[5].

- Brzeziny Śląskie
  - Brzeziny włączono do Piekar Śląskich w 1975 roku. W dzielnicy znajduje się zabytkowy kościół parafialny pw. Najświętszego Serca Pana Jezusa według projektu Ludwika Schneidera z 1915 roku. Są też tu zabudowania przemysłowe dawnej huty KGH „Orzeł Biały” z wieku XIX. Na terenie Brzezin Śląskich znajdowało się jedno stanowisko, które wskazywało na ślady osadnictwa ze średniowiecza[6].

- Dąbrówka Wielka
  - W skład miasta wchodzi od 1975 roku. Najstarsze ślady pobytu człowieka na tym terenie pochodzą z neolitu (4000-1800 lat p.n.e.). Dąbrówka jako wieś istniała już od XIII wieku. Pierwsza historyczna wzmianka o tej osadzie pochodzi z 4 października 1277 roku. Już w XIV wieku na terenie Dąbrówki prowadzono eksploatacje rud srebra i ołowiu, a w wieku XIX powstały kopalnie rud żelaza i cynku. Zabudowania przemysłowe Kopalni Rozalia z XIX wieku zachowały się do czasów obecnych i stanowią zabytek techniki. W dzielnicy jest też kościół neoromański - Parafia Matki Boskiej Wspomożenia Wiernych, została przebudowana według projektu Ludwika Schneidera w latach 1902–1904[7].

## Dane statystyczne
| Dzielnica        | Mieszkańcy (2014). | Powierzchnia |
| ---------------- | ------------------ | ------------ |
| Brzeziny Śląskie | 4 594              | 3,37 km²     |
| Brzozowice       | 1 844              | 5,70 km²     |
| Dąbrówka Wielka  | 3 943              | 8,57 km²     |
| Kamień           | 8 890              | 5,70km²      |
| Kozłowa Góra     | 2 962              | 4,73 km²     |
| Centrum          | 26 803             | ?            |
| Szarlej          | 6 127              | ?            |